# Élections municipales de 2026 dans l'Hérault
Pour un article plus général, voir Élections municipales françaises de 2026.
Les élections municipales dans l'Hérault sont prévues en mars 2026. Cette page ne traite que les communes de 3 000 habitants et plus dans l'Hérault.

## Contexte politique local
Depuis les dernières élections municipales, qui ont connu le plus grand taux d'abstention durant la Ve République dans l'Hérault, les héraultais sont retournés aux urnes six fois.
Les élections départementales de 2021 ont vu la majorité socialiste du conseil départemental être reconduite et renforcée de 10 sièges, accompagnée par des élus divers gauche, communistes et écologiste. Le Rassemblement national ainsi que l'alliance LR-UDI conservent le même nombre de sièges, tandis que les élus macronistes ne sont pas reconduits.
Les élections régionales de 2021 a renforcé la majorité de gauche de Carole Delga en lui donnant 19 élus, menés par Patrice Canayer, soit 6 sièges de plus que les dernières élections régionales. Néanmoins, l'alliance de second tour avec EÉLV n'est pas reconduite, qui fait sortir la liste de Sophie Palumbo du Conseil régional. La liste du Rassemblement national, menée par Frédéric Bort, perd 2 sièges et la liste menée par Stéphan Rossignol des Républicains ne perd quant à elle qu'un seul siège. La liste centriste conduite par Julien Miro n'est pas envoyée à Toulouse et la liste insoumise menée par Nathalie Oziol échoue à faire son retour au Conseil régional.
L'élection présidentielle française de 2022 dans l'Hérault a vu les trois même candidats arriver en tête : Marine Le Pen arrive première avec près de 26 % des voix, stable par rapport à 2017 ; Jean-Luc Mélenchon la suit avec un peu plus de 24 % des voix, en augmentation de 1,25 points ; Emmanuel Macron arrive sur la dernière marche du podium avec 22,28 % des voix, en augmentation de 1,75 points. Éric Zemmour arrive à la quatrième position avec 9,04 %, soit près de 2 point des plus que son résultat national. 
Les élections législatives de la même année ont vu la gauche se rassembler sous la bannière de la Nouvelle Union populaire écologique et sociale, ou NUPES.
Dans la première circonscription, Patricia Mirallès conserve son siège, mais le laisse à son suppléant Philippe Sorez suite à sa nomination au Ministère des Anciens Combattants.
La deuxième circonscription garde une députée insoumise, mais Muriel Ressiguier n'est pas reconduite par le parti, au profit de Nathalie Oziol, qui devient dès lors députée.
Coralie Dubost décide de se retirer de la vie politique suite à des critiques visant la gestion de ses frais de mandat. C'est Laurence Cristol, également maire de Saint-Clément-de-Rivière depuis 2018, qui se présente et est élue députée de la troisième circonscription sous l'étiquette du parti présidentiel.
La quatrième circonscription voit le député La République en marche sortant Jean-François Eliaou remplacé par l'insoumis Sébastien Rome.
Dans la cinquième circonscription, le député sortant Philippe Huppé, du parti radical, est battu par Stéphanie Galzy du Rassemblement national.
Emmanuelle Ménard reste députée de la sixième circonscription.
Christophe Euzet, député Agir de la septième circonscription, est également battu par un candidat RN : Aurélien Lopez-Liguori.
La huitième circonscription voit le député LREM sortant battu par l'insoumis Sylvain Carrière.
La neuvième circonscription garde Patrick Vignal comme député.
Lors des élections européennes du 9 juin 2024, la liste du Rassemblement national se voit crédité de près de 35 % des voix, score le plus élevé du parti dans le département. La liste du Parti socialiste et de Place publique reçoit un peu moins de 14,50 % des voix. Elle est suivie par la liste du camp présidentiel, avec 11,65 %. La liste de la France insoumise arrive à la quatrième place avec près de 11 % des voix.
À la surprise quasi-générale, le Chef de l'État annonce la dissolution de l'Assemblée nationale, qui fait que les 577 députés français démissionnent et de nouvelles élections sont convoquées.
Lors de ces élections législative anticipées, le Rassemblement national conserve ses deux députés, ceux de Stéphanie Galzy et Aurélien Lopez-Liguori, et en gagnent deux : Manon Bouquin dans la quatrième circonscription et Julien Gabarron dans la sixième, prenant respectivement les places de l'insoumis Sébastien Rome et de la divers droite Emmanuelle Ménard.
Charles Alloncle, candidat ayant suivi Éric Ciotti dans son alliance avec le RN, devient député en battant le député Renaissance sortant Patrick Vignal.
Les deux autres députés sortants de La France insoumise Nathalie Oziol et Sylvain Carrière conservent leurs sièges, tandis que les deux autres députés sortants du parti présidentiel perdent les leurs : Jean-Louis Roumégas des Écologistes et Fanny Dombre-Coste du Parti socialiste redeviennent députés huit ans après avoir été battus par des candidats de La République en Marche.
À cela s'ajoute les démissions de Gilles d'Ettore, mis en examen pour prise illégale d'intérêts, détournement de fonds publics et corruption à la suite de l'« affaire de la voyante », et celle de François Commeinhes suite à sa condamnation définitive pour détournement de fonds.

## Résultats à l'échelle du département

### Maires sortants et maires élus
| Commune                          | Population (en 2022) | Maire sortant(e)            | Parti | Parti | Maire élu(e) | Parti | Parti |
| -------------------------------- | -------------------- | --------------------------- | ----- | ----- | ------------ | ----- | ----- |
| Agde                             | 29 612               | Sébastien Frey              |       | UDI   |              |       |       |
| Baillargues                      | 7 793                | Jean-Luc Meissonnier        |       | DVD   |              |       |       |
| Balaruc-les-Bains                | 7 136                | Gérard Canovas              |       | DVG   |              |       |       |
| Bédarieux                        | 5 820                | Francis Barsse              |       | DVG   |              |       |       |
| Bessan                           | 5 705                | Stéphane Pépin-Bonet        |       | DVD   |              |       |       |
| Béziers                          | 80 815               | Robert Ménard               |       | DVD   |              |       |       |
| Boujan-sur-Libron                | 3 536                | Gérard Abella               |       | DVD   |              |       |       |
| Canet                            | 3 600                | Claude Revel                |       | LR    |              |       |       |
| Capestang                        | 3 413                | Pierre Polard               |       | L'AP  |              |       |       |
| Castelnau-le-Lez                 | 25 404               | Frédéric Lafforgue          |       | LR    |              |       |       |
| Castries                         | 6 722                | Claudine Vassas Mejri *     |       | PS    |              |       |       |
| Cazouls-lès-Béziers              | 5 185                | Philippe Vidal              |       | PS    |              |       |       |
| Clapiers                         | 6 010                | Éric Penso                  |       | PS    |              |       |       |
| Clermont-l'Hérault               | 9 372                | Gérard Bessière             |       | DVD   |              |       |       |
| Cournonsec                       | 3 583                | Régine Illaire *            |       | PS    |              |       |       |
| Cournonterral                    | 7 019                | William Ars                 |       | SE    |              |       |       |
| Le Crès                          | 9 267                | Stéphane Champay            |       | DVD   |              |       |       |
| Fabrègues                        | 7 200                | Jacques Martinier           |       | DVD   |              |       |       |
| Florensac                        | 5 138                | Vincent Gaudy               |       | PS    |              |       |       |
| Frontignan                       | 23 788               | Michel Arrouy               |       | PS    |              |       |       |
| Ganges                           | 3 854                | Michel Fratissier           |       | PRG   |              |       |       |
| Gigean                           | 6 559                | Marcel Stoecklin            |       | DVD   |              |       |       |
| Gignac                           | 6 713                | Jean-François Soto          |       | DVG   |              |       |       |
| Grabels                          | 9 060                | René Revol                  |       | LFI   |              |       |       |
| La Grande-Motte                  | 8 508                | Stéphan Rossignol           |       | LR    |              |       |       |
| Jacou                            | 6 964                | Renaud Calvat               |       | PS    |              |       |       |
| Juvignac                         | 13 776               | Jean-Luc Savy               |       | SE    |              |       |       |
| Lansargues                       | 3 130                | Michel Carlier              |       | DVG   |              |       |       |
| Lattes                           | 17 592               | Cyril Meunier               |       | DVG   |              |       |       |
| Lavérune                         | 3 298                | Roger Caizergues            |       | DVG   |              |       |       |
| Lespignan                        | 3 355                | Jean-François Guibbert      |       | DVG   |              |       |       |
| Lignan-sur-Orb                   | 3 227                | Catherine Montaron-Sanmarti |       | SE    |              |       |       |
| Lodève                           | 7 202                | Gaëlle Lévêque              |       | PS    |              |       |       |
| Lunel                            | 26 380               | Paulette Gougeon            |       | DVD   |              |       |       |
| Lunel-Viel                       | 4 497                | Fabrice Fenoy               |       | DVG   |              |       |       |
| Magalas                          | 3 531                | Jean-Pierre Simo-Cazenave   |       | DVD   |              |       |       |
| Maraussan                        | 4 693                | Marlène Puche               |       | DVG   |              |       |       |
| Marseillan                       | 8 047                | Yves Michel                 |       | DVD   |              |       |       |
| Marsillargues                    | 6 787                | Patrice Spéziale            |       | DVG   |              |       |       |
| Mauguio                          | 16 417               | Yvon Bourrel                |       | DVG   |              |       |       |
| Mèze                             | 12 711               | Thierry Baëza               |       | GÉ    |              |       |       |
| Mireval                          | 3 301                | Christophe Durand           |       | PS    |              |       |       |
| Montady                          | 4 020                | Alain Castan                |       | DVG   |              |       |       |
| Montagnac                        | 4 465                | Yann Llopis                 |       | DVD   |              |       |       |
| Montarnaud                       | 4 186                | Jean-Pierre Pugens          |       | PS    |              |       |       |
| Montferrier-sur-Lez              | 4 117                | Brigitte Devoisselle        |       | DVD   |              |       |       |
| Montpellier                      | 307 101              | Michaël Delafosse           |       | PS    |              |       |       |
| Murviel-lès-Béziers              | 3 038                | Sylvain Hager               |       | DVG   |              |       |       |
| Nissan-lez-Enserune              | 4 077                | Pierre Cros                 |       | PRG   |              |       |       |
| Palavas-les-Flots                | 6 007                | Christian Jeanjean          |       | LR    |              |       |       |
| Paulhan                          | 4 022                | Claude Valéro               |       | SE    |              |       |       |
| Pérols                           | 9 541                | Jean-Pierre Rico            |       | UDI   |              |       |       |
| Pézenas                          | 7 789                | Armand Rivière              |       | DVG   |              |       |       |
| Pignan                           | 8 326                | Michelle Cassar             |       | DVG   |              |       |       |
| Portiragnes                      | 3 388                | Gwendoline Chaudoir         |       | DVD   |              |       |       |
| Poussan                          | 6 540                | Florence Sanchez            |       | DVG   |              |       |       |
| Prades-le-Lez                    | 6 207                | Florence Brau               |       | LÉ    |              |       |       |
| Puisserguier                     | 3 034                | Jean-Noël Badenas           |       | PS    |              |       |       |
| Saint-André-de-Sangonis          | 6 364                | Jean-Pierre Gabaudan        |       | DVD   |              |       |       |
| Saint-Aunès                      | 4 333                | Alain Hugues                |       | LR    |              |       |       |
| Saint-Brès                       | 3 462                | Laurent Jaoul               |       | SE    |              |       |       |
| Saint-Clément-de-Rivière         | 5 140                | Jérôme Pouget               |       | SE    |              |       |       |
| Saint-Gély-du-Fesc               | 10 530               | Michèle Lernout             |       | LR    |              |       |       |
| Saint-Georges-d'Orques           | 5 707                | Jean-François Audrin        |       | HOR   |              |       |       |
| Saint-Jean-de-Védas              | 13 300               | François Rio                |       | DVG   |              |       |       |
| Saint-Just                       | 3 290                | Yves Quesada                |       | PS    |              |       |       |
| Saint-Mathieu-de-Tréviers        | 4 869                | Jérôme Lopez                |       | PS    |              |       |       |
| Saint-Thibéry                    | 3 047                | Jean Augé                   |       | SE    |              |       |       |
| Sauvian                          | 5 498                | Bernard Auriol              |       | DVD   |              |       |       |
| Sérignan                         | 8 437                | Frédéric Lacas              |       | DVD   |              |       |       |
| Servian                          | 5 427                | Christophe Thomas           |       | DVD   |              |       |       |
| Sète                             | 45 090               | Hervé Marquès               |       | DVD   |              |       |       |
| Teyran                           | 4 729                | Eric Bascou                 |       | SE    |              |       |       |
| Thézan-lès-Béziers               | 3 070                | Alain Duro                  |       | DVG   |              |       |       |
| Valras-Plage                     | 4 300                | Daniel Ballester            |       | DVD   |              |       |       |
| Vendargues                       | 7 157                | Guy Lauret                  |       | DVD   |              |       |       |
| Vias                             | 5 960                | Jordan Dartier              |       | DVD   |              |       |       |
| Vic-la-Gardiole                  | 3 413                | Magali Ferrier              |       | DVG   |              |       |       |
| Villeneuve-lès-Béziers           | 4 283                | Fabrice Solans              |       | SE    |              |       |       |
| Villeneuve-lès-Maguelone         | 10 406               | Véronique Negret            |       | DVG   |              |       |       |
| Villeveyrac                      | 3 953                | Michel Garcia               |       | DVG   |              |       |       |
| * Maires ne se représentant pas. |                      |                             |       |       |              |       |       |

### Résultats en nombre de maires
| Partis       | Partis                               | Maires sortants | Maires élus | Évolution |
| ------------ | ------------------------------------ | --------------- | ----------- | --------- |
|              | Divers gauche                        | 21              |             |           |
|              | Parti socialiste                     | 14              |             |           |
|              | Parti radical de gauche              | 2               |             |           |
|              | Les Écologistes                      | 1               |             |           |
|              | Génération écologie                  | 1               |             |           |
|              | L'Après                              | 1               |             |           |
|              | La France insoumise                  | 1               |             |           |
| Total gauche | Total gauche                         | 42              |             |           |
|              | Union des démocrates et indépendants | 2               |             |           |
|              | Horizons                             | 1               |             |           |
| Total centre | Total centre                         | 3               |             |           |
|              | Divers droite                        | 22              |             |           |
|              | Les Républicains                     | 6               |             |           |
| Total droite | Total droite                         | 28              |             |           |
|              | Sans étiquette                       | 9               |             |           |
| Total        | Total                                | 81              | 81          | -         |

### Résultats en nombre de conseillers
| Partis               | Partis                               | Conseillers sortants | Conseillers sortants | Conseillers élus | Conseillers élus | Évolution | Évolution |
| Partis               | Partis                               | M                    | C                    | M                | C                | M         | C         |
| -------------------- | ------------------------------------ | -------------------- | -------------------- | ---------------- | ---------------- | --------- | --------- |
|                      | Divers gauche                        | 485                  | 90                   |                  |                  |           |           |
|                      | Parti socialiste                     | 299                  | 81                   |                  |                  |           |           |
|                      | Divers écologiste                    | 74                   | 9                    |                  |                  |           |           |
|                      | La France insoumise                  | 22                   | 2                    |                  |                  |           |           |
|                      | Parti communiste français            | 10                   | 5                    |                  |                  |           |           |
|                      | Les Écologistes                      | 1                    | 0                    |                  |                  |           |           |
| Total gauche         | Total gauche                         | 891                  | 187                  |                  |                  |           |           |
|                      | Divers centre                        | 45                   | 13                   |                  |                  |           |           |
|                      | La République en marche              | 22                   | 3                    |                  |                  |           |           |
| Total centre         | Total centre                         | 67                   | 16                   |                  |                  |           |           |
|                      | Divers droite                        | 623                  | 112                  |                  |                  |           |           |
|                      | Les Républicains                     | 105                  | 32                   |                  |                  |           |           |
|                      | Union des démocrates et indépendants | 27                   | 2                    |                  |                  |           |           |
| Total droite         | Total droite                         | 755                  | 146                  |                  |                  |           |           |
|                      | Rassemblement national               | 16                   | 5                    |                  |                  |           |           |
| Total extrême droite | Total extrême droite                 | 16                   | 5                    |                  |                  |           |           |
|                      | Sans étiquette                       | 502                  | 92                   |                  |                  |           |           |
| Total                | Total                                | 2 231                | 446                  | 2 353            | 456              | 122       | 10        |

### Résultats par nuances
| Nuance | Nuance | Nuance | Premier tour | Premier tour | Premier tour | Second tour | Second tour | Second tour | Total sièges | Total sièges | Total sièges | Total sièges |
| Nuance | Nuance | Nuance | Voix         | %            | Sièges       | Voix        | %           | Sièges      | CM           | %            | CC           | %            |
| ------ | ------ | ------ | ------------ | ------------ | ------------ | ----------- | ----------- | ----------- | ------------ | ------------ | ------------ | ------------ |
|        |        |        |              |              |              |             |             |             |              |              |              |              |
| Total  | Total  | Total  |              | 100          |              |             | 100         |             |              | 100          |              | 100          |

## Résultats dans les communes de plus de 3 000 habitants

### Agde
- Maire sortant : Sébastien Frey (UDI)
- 35 sièges à pourvoir au conseil municipal (population légale 2022 : 29 612 habitants)
- 17 sièges à pourvoir au conseil communautaire (CA Hérault Méditerranée)

| Tête de liste            | Tête de liste                      | Parti(s)   | Nuance | Premier tour | Premier tour | Second tour | Second tour | Sièges | Sièges |
| Tête de liste            | Tête de liste                      | Parti(s)   | Nuance | Voix         | %            | Voix        | %           | CM     | CC     |
| ------------------------ | ---------------------------------- | ---------- | ------ | ------------ | ------------ | ----------- | ----------- | ------ | ------ |
|                          | À déterminer                       | LÉ-PCF-PRG |        |              |              |             |             |        |        |
|                          | Thierry Nadal                      | 100 % Agde |        |              |              |             |             |        |        |
|                          | Jean-Marc Bentajou[réf. souhaitée] | SE         |        |              |              |             |             |        |        |
|                          | Sébastien Frey,                    | UDI-LR     |        |              |              |             |             |        |        |
|                          | À déterminer,                      | RN         |        |              |              |             |             |        |        |
|                          | Fabienne Varesano,                 | EXD        |        |              |              |             |             |        |        |
|                          |                                    |            |        |              |              |             |             |        |        |
| Exprimés                 |                                    |            |        |              |              |             |             |        |        |
| Votes blancs             |                                    |            |        |              |              |             |             |        |        |
| Votes nuls               |                                    |            |        |              |              |             |             |        |        |
| Total                    | Total                              | Total      | Total  |              | 100          |             | 100         | 35     | 17     |
| Absentions               |                                    |            |        |              |              |             |             |        |        |
| Inscrits / participation |                                    |            |        |              |              |             |             |        |        |

### Baillargues
- Maire sortant : Jean-Luc Meissonnier (DVD)
- 29 sièges à pourvoir au conseil municipal (population légale 2022 : 7 793 habitants)
- 2 sièges à pourvoir au conseil communautaire (Montpellier Méditerranée Métropole)

| Tête de liste            | Tête de liste         | Parti(s) | Nuance | Premier tour | Premier tour | Second tour | Second tour | Sièges | Sièges |
| Tête de liste            | Tête de liste         | Parti(s) | Nuance | Voix         | %            | Voix        | %           | CM     | CC     |
| ------------------------ | --------------------- | -------- | ------ | ------------ | ------------ | ----------- | ----------- | ------ | ------ |
|                          | Jean-Luc Meissonnier, | DVD      |        |              |              |             |             |        |        |
|                          |                       |          |        |              |              |             |             |        |        |
| Exprimés                 |                       |          |        |              |              |             |             |        |        |
| Votes blancs             |                       |          |        |              |              |             |             |        |        |
| Votes nuls               |                       |          |        |              |              |             |             |        |        |
| Total                    | Total                 | Total    | Total  |              | 100          |             | 100         | 29     | 2      |
| Absentions               |                       |          |        |              |              |             |             |        |        |
| Inscrits / participation |                       |          |        |              |              |             |             |        |        |

### Balaruc-les-Bains
- Maire sortant : Gérard Canovas (DVG)
- 29 sièges à pourvoir au conseil municipal (population légale 2022 : 7 136 habitants)
- 3 sièges à pourvoir au conseil communautaire (CA Sète Agglopôle Méditerranée)

| Tête de liste            | Tête de liste   | Parti(s) | Nuance | Premier tour | Premier tour | Second tour | Second tour | Sièges | Sièges |
| Tête de liste            | Tête de liste   | Parti(s) | Nuance | Voix         | %            | Voix        | %           | CM     | CC     |
| ------------------------ | --------------- | -------- | ------ | ------------ | ------------ | ----------- | ----------- | ------ | ------ |
|                          | Didier Sauvaire | LR       |        |              |              |             |             |        |        |
|                          |                 |          |        |              |              |             |             |        |        |
| Exprimés                 |                 |          |        |              |              |             |             |        |        |
| Votes blancs             |                 |          |        |              |              |             |             |        |        |
| Votes nuls               |                 |          |        |              |              |             |             |        |        |
| Total                    | Total           | Total    | Total  |              | 100          |             | 100         | 29     | 3      |
| Absentions               |                 |          |        |              |              |             |             |        |        |
| Inscrits / participation |                 |          |        |              |              |             |             |        |        |

### Bédarieux
- Maire sortant : Francis Barsse (DVG)
- 29 sièges à pourvoir au conseil municipal (population légale 2022 : 5 820 habitants)
- 13 sièges à pourvoir au conseil communautaire (CC Grand Orb)

| Tête de liste            | Tête de liste    | Parti(s) | Nuance | Premier tour | Premier tour | Second tour | Second tour | Sièges | Sièges |
| Tête de liste            | Tête de liste    | Parti(s) | Nuance | Voix         | %            | Voix        | %           | CM     | CC     |
| ------------------------ | ---------------- | -------- | ------ | ------------ | ------------ | ----------- | ----------- | ------ | ------ |
|                          | Francis Barsse,  | DVG      |        |              |              |             |             |        |        |
|                          | Dimitri Estimbre | DVG      |        |              |              |             |             |        |        |
|                          |                  |          |        |              |              |             |             |        |        |
| Exprimés                 |                  |          |        |              |              |             |             |        |        |
| Votes blancs             |                  |          |        |              |              |             |             |        |        |
| Votes nuls               |                  |          |        |              |              |             |             |        |        |
| Total                    | Total            | Total    | Total  |              | 100          |             | 100         | 29     | 13     |
| Absentions               |                  |          |        |              |              |             |             |        |        |
| Inscrits / participation |                  |          |        |              |              |             |             |        |        |

### Bessan
- Maire sortant : Stéphane Pépin-Bonet (DVD)
- 29 sièges à pourvoir au conseil municipal (population légale 2022 : 5 705 habitants)
- 4 sièges à pourvoir au conseil communautaire (CA Hérault Méditerranée)

| Tête de liste | Tête de liste | Parti(s) | Nuance | Premier tour | Premier tour | Second tour | Second tour | Sièges | Sièges |
| Tête de liste | Tête de liste | Parti(s) | Nuance | Voix         | %            | Voix        | %           | CM     | CC     |
| ------------- | ------------- | -------- | ------ | ------------ | ------------ | ----------- | ----------- | ------ | ------ |

### Béziers
- Maire sortant : Robert Ménard (EXD)
- 53 sièges à pourvoir au conseil municipal (population légale 2022 : 80 815 habitants)
- 27 sièges à pourvoir au conseil communautaire (CA Béziers Méditerranée)

| Tête de liste            | Tête de liste   | Parti(s)                           | Nuance | Premier tour | Premier tour | Second tour | Second tour | Sièges | Sièges |
| Tête de liste            | Tête de liste   | Parti(s)                           | Nuance | Voix         | %            | Voix        | %           | CM     | CC     |
| ------------------------ | --------------- | ---------------------------------- | ------ | ------------ | ------------ | ----------- | ----------- | ------ | ------ |
|                          | À déterminer    | LFI,                               |        |              |              |             |             |        |        |
|                          | À déterminer    | PB (PCF-LÉ-PRG-PP-G·s-L'Après-POC) |        |              |              |             |             |        |        |
|                          | Thierry Mathieu | RB                                 |        |              |              |             |             |        |        |
|                          | À déterminer    | LR-HOR,                            |        |              |              |             |             |        |        |
|                          | Robert Ménard,  | DVD-EXD                            |        |              |              |             |             |        |        |
|                          |                 |                                    |        |              |              |             |             |        |        |
| Exprimés                 |                 |                                    |        |              |              |             |             |        |        |
| Votes blancs             |                 |                                    |        |              |              |             |             |        |        |
| Votes nuls               |                 |                                    |        |              |              |             |             |        |        |
| Total                    | Total           | Total                              | Total  |              | 100          |             | 100         | 53     | 27     |
| Absentions               |                 |                                    |        |              |              |             |             |        |        |
| Inscrits / participation |                 |                                    |        |              |              |             |             |        |        |

### Boujan-sur-Libron
- Maire sortant : Gérard Abella (DVD)
- 23 sièges à pourvoir au conseil municipal (population légale 2022 : 3 536 habitants)
- 2 sièges à pourvoir au conseil communautaire (CA Béziers Méditerranée)

| Tête de liste            | Tête de liste  | Parti(s) | Nuance | Premier tour | Premier tour | Second tour | Second tour | Sièges | Sièges |
| Tête de liste            | Tête de liste  | Parti(s) | Nuance | Voix         | %            | Voix        | %           | CM     | CC     |
| ------------------------ | -------------- | -------- | ------ | ------------ | ------------ | ----------- | ----------- | ------ | ------ |
|                          | Gérard Abella, | DVD      |        |              |              |             |             |        |        |
|                          |                |          |        |              |              |             |             |        |        |
| Exprimés                 |                |          |        |              |              |             |             |        |        |
| Votes blancs             |                |          |        |              |              |             |             |        |        |
| Votes nuls               |                |          |        |              |              |             |             |        |        |
| Total                    | Total          | Total    | Total  |              | 100          |             | 100         | 23     | 2      |
| Absentions               |                |          |        |              |              |             |             |        |        |
| Inscrits / participation |                |          |        |              |              |             |             |        |        |

### Canet
- Maire sortant : Claude Revel (LR)
- 27 sièges à pourvoir au conseil municipal (population légale 2017 : 3 600 habitants)
- 5 sièges à pourvoir au conseil communautaire (CC du Clermontais)

| Tête de liste | Tête de liste | Parti(s) | Nuance | Premier tour | Premier tour | Second tour | Second tour | Sièges | Sièges |
| Tête de liste | Tête de liste | Parti(s) | Nuance | Voix         | %            | Voix        | %           | CM     | CC     |
| ------------- | ------------- | -------- | ------ | ------------ | ------------ | ----------- | ----------- | ------ | ------ |

### Capestang
- Maire sortant : Pierre Polard (SE)
- 23 sièges à pourvoir au conseil municipal (population légale 2017 : 3 413 habitants)
- 5 sièges à pourvoir au conseil communautaire (CC Sud-Hérault)

| Tête de liste | Tête de liste | Parti(s) | Nuance | Premier tour | Premier tour | Second tour | Second tour | Sièges | Sièges |
| Tête de liste | Tête de liste | Parti(s) | Nuance | Voix         | %            | Voix        | %           | CM     | CC     |
| ------------- | ------------- | -------- | ------ | ------------ | ------------ | ----------- | ----------- | ------ | ------ |

### Castelnau-le-Lez
- Maire sortant : Frédéric Lafforgue (LR)
- 35 sièges à pourvoir au conseil municipal (population légale 2022 : 25 404 habitants)
- 5 sièges à pourvoir au conseil communautaire (Montpellier Méditerranée Métropole)

| Tête de liste            | Tête de liste | Parti(s) | Nuance | Premier tour | Premier tour | Second tour | Second tour | Sièges | Sièges |
| Tête de liste            | Tête de liste | Parti(s) | Nuance | Voix         | %            | Voix        | %           | CM     | CC     |
| ------------------------ | ------------- | -------- | ------ | ------------ | ------------ | ----------- | ----------- | ------ | ------ |
|                          | Najate Haie   | PS       |        |              |              |             |             |        |        |
|                          |               |          |        |              |              |             |             |        |        |
| Exprimés                 |               |          |        |              |              |             |             |        |        |
| Votes blancs             |               |          |        |              |              |             |             |        |        |
| Votes nuls               |               |          |        |              |              |             |             |        |        |
| Total                    | Total         | Total    | Total  |              | 100          |             | 100         | 35     | 5      |
| Absentions               |               |          |        |              |              |             |             |        |        |
| Inscrits / participation |               |          |        |              |              |             |             |        |        |

### Castries
- Maire sortant : Claudine Vassas Mejri (PS)
- 29 sièges à pourvoir au conseil municipal (population légale 2022 : 6 722 habitants)
- 1 sièges à pourvoir au conseil communautaire (Montpellier Méditerranée Métropole)

| Tête de liste | Tête de liste | Parti(s) | Nuance | Premier tour | Premier tour | Second tour | Second tour | Sièges | Sièges |
| Tête de liste | Tête de liste | Parti(s) | Nuance | Voix         | %            | Voix        | %           | CM     | CC     |
| ------------- | ------------- | -------- | ------ | ------------ | ------------ | ----------- | ----------- | ------ | ------ |

### Cazouls-lès-Béziers
- Maire sortant : Philippe Vidal (PS)
- 29 sièges à pourvoir au conseil municipal (population légale 2022 : 5 185 habitants)
- 7 sièges à pourvoir au conseil communautaire (CC la Domitienne)

| Tête de liste | Tête de liste | Parti(s) | Nuance | Premier tour | Premier tour | Second tour | Second tour | Sièges | Sièges |
| Tête de liste | Tête de liste | Parti(s) | Nuance | Voix         | %            | Voix        | %           | CM     | CC     |
| ------------- | ------------- | -------- | ------ | ------------ | ------------ | ----------- | ----------- | ------ | ------ |

### Clapiers
- Maire sortant : Éric Penso (PS)
- 29 sièges à pourvoir au conseil municipal (population légale 2022 : 6 010 habitants)
- 1 sièges à pourvoir au conseil communautaire (Montpellier Méditerranée Métropole)

| Tête de liste | Tête de liste | Parti(s) | Nuance | Premier tour | Premier tour | Second tour | Second tour | Sièges | Sièges |
| Tête de liste | Tête de liste | Parti(s) | Nuance | Voix         | %            | Voix        | %           | CM     | CC     |
| ------------- | ------------- | -------- | ------ | ------------ | ------------ | ----------- | ----------- | ------ | ------ |

### Clermont-l'Hérault
- Maire sortant : Gérard Bessière (DVC)
- 29 sièges à pourvoir au conseil municipal (population légale 2022 : 9 372 habitants)
- 13 sièges à pourvoir au conseil communautaire (CC du Clermontais)

| Tête de liste | Tête de liste | Parti(s) | Nuance | Premier tour | Premier tour | Second tour | Second tour | Sièges | Sièges |
| Tête de liste | Tête de liste | Parti(s) | Nuance | Voix         | %            | Voix        | %           | CM     | CC     |
| ------------- | ------------- | -------- | ------ | ------------ | ------------ | ----------- | ----------- | ------ | ------ |

### Cournonsec
- Maire sortant : Régine Illaire (PS)
- 27 sièges à pourvoir au conseil municipal (population légale 2022 : 3 583 habitants)
- 1 siège à pourvoir au conseil communautaire (Montpellier Méditerranée Métropole)

| Tête de liste | Tête de liste | Parti(s) | Nuance | Premier tour | Premier tour | Second tour | Second tour | Sièges | Sièges |
| Tête de liste | Tête de liste | Parti(s) | Nuance | Voix         | %            | Voix        | %           | CM     | CC     |
| ------------- | ------------- | -------- | ------ | ------------ | ------------ | ----------- | ----------- | ------ | ------ |

### Cournonterral
- Maire sortant : William Ars (SE)
- 29 sièges à pourvoir au conseil municipal (population légale 2022 : 7 019 habitants)
- 1 siège à pourvoir au conseil communautaire (Montpellier Méditerranée Métropole)

| Tête de liste | Tête de liste | Parti(s) | Nuance | Premier tour | Premier tour | Second tour | Second tour | Sièges | Sièges |
| Tête de liste | Tête de liste | Parti(s) | Nuance | Voix         | %            | Voix        | %           | CM     | CC     |
| ------------- | ------------- | -------- | ------ | ------------ | ------------ | ----------- | ----------- | ------ | ------ |

### Le Crès
- Maire sortant : Stéphane Champay (DVD)
- 29 sièges à pourvoir au conseil municipal (population légale 2022 : 9 267 habitants)
- 2 sièges à pourvoir au conseil communautaire (Montpellier Méditerranée Métropole)

| Tête de liste | Tête de liste | Parti(s) | Nuance | Premier tour | Premier tour | Second tour | Second tour | Sièges | Sièges |
| Tête de liste | Tête de liste | Parti(s) | Nuance | Voix         | %            | Voix        | %           | CM     | CC     |
| ------------- | ------------- | -------- | ------ | ------------ | ------------ | ----------- | ----------- | ------ | ------ |

### Fabrègues
- Maire sortant : Jacques Martinier (DVD)
- 29 sièges à pourvoir au conseil municipal (population légale 2022 : 7 200 habitants)
- 2 sièges à pourvoir au conseil communautaire (Montpellier Méditerranée Métropole)

| Tête de liste            | Tête de liste      | Parti(s) | Nuance | Premier tour | Premier tour | Second tour | Second tour | Sièges | Sièges |
| Tête de liste            | Tête de liste      | Parti(s) | Nuance | Voix         | %            | Voix        | %           | CM     | CC     |
| ------------------------ | ------------------ | -------- | ------ | ------------ | ------------ | ----------- | ----------- | ------ | ------ |
|                          | Jacques Martinier, | DVD      |        |              |              |             |             |        |        |
|                          |                    |          |        |              |              |             |             |        |        |
| Exprimés                 |                    |          |        |              |              |             |             |        |        |
| Votes blancs             |                    |          |        |              |              |             |             |        |        |
| Votes nuls               |                    |          |        |              |              |             |             |        |        |
| Total                    | Total              | Total    | Total  |              | 100          |             | 100         | 29     | 2      |
| Absentions               |                    |          |        |              |              |             |             |        |        |
| Inscrits / participation |                    |          |        |              |              |             |             |        |        |

### Florensac
- Maire sortant : Vincent Gaudy (PS)
- 29 sièges à pourvoir au conseil municipal (population légale 2022 : 5 138 habitants)
- 4 sièges à pourvoir au conseil communautaire (CA Hérault Méditerranée)

| Tête de liste | Tête de liste | Parti(s) | Nuance | Premier tour | Premier tour | Second tour | Second tour | Sièges | Sièges |
| Tête de liste | Tête de liste | Parti(s) | Nuance | Voix         | %            | Voix        | %           | CM     | CC     |
| ------------- | ------------- | -------- | ------ | ------------ | ------------ | ----------- | ----------- | ------ | ------ |

### Frontignan
- Maire sortant : Michel Arrouy (PS)
- 35 sièges à pourvoir au conseil municipal (population légale 2022 : 23 788 habitants)
- 9 sièges à pourvoir au conseil communautaire (CA Sète Agglopôle Méditerranée)

| Tête de liste            | Tête de liste  | Parti(s) | Nuance | Premier tour | Premier tour | Second tour | Second tour | Sièges | Sièges |
| Tête de liste            | Tête de liste  | Parti(s) | Nuance | Voix         | %            | Voix        | %           | CM     | CC     |
| ------------------------ | -------------- | -------- | ------ | ------------ | ------------ | ----------- | ----------- | ------ | ------ |
|                          | Michel Arrouy, | PS       |        |              |              |             |             |        |        |
|                          |                |          |        |              |              |             |             |        |        |
| Exprimés                 |                |          |        |              |              |             |             |        |        |
| Votes blancs             |                |          |        |              |              |             |             |        |        |
| Votes nuls               |                |          |        |              |              |             |             |        |        |
| Total                    | Total          | Total    | Total  |              | 100          |             | 100         | 35     | 9      |
| Absentions               |                |          |        |              |              |             |             |        |        |
| Inscrits / participation |                |          |        |              |              |             |             |        |        |

### Ganges
- Maire sortant : Michel Fratissier (PRG)
- 27 sièges à pourvoir au conseil municipal (population légale 2022 : 3 854 habitants)
- 9 sièges à pourvoir au conseil communautaire (CC des Cévennes gangeoises et suménoises)

| Tête de liste | Tête de liste | Parti(s) | Nuance | Premier tour | Premier tour | Second tour | Second tour | Sièges | Sièges |
| Tête de liste | Tête de liste | Parti(s) | Nuance | Voix         | %            | Voix        | %           | CM     | CC     |
| ------------- | ------------- | -------- | ------ | ------------ | ------------ | ----------- | ----------- | ------ | ------ |

### Gigean
- Maire sortant : Marcel Stoecklin (DVD)
- 29 sièges à pourvoir au conseil municipal (population légale 2022 : 6 559 habitants)
- 2 sièges à pourvoir au conseil communautaire (CA Sète Agglopôle Méditerranée)

| Tête de liste            | Tête de liste                      | Parti(s) | Nuance | Premier tour | Premier tour | Second tour | Second tour | Sièges | Sièges |
| Tête de liste            | Tête de liste                      | Parti(s) | Nuance | Voix         | %            | Voix        | %           | CM     | CC     |
| ------------------------ | ---------------------------------- | -------- | ------ | ------------ | ------------ | ----------- | ----------- | ------ | ------ |
|                          | Jean-Paul Bessière[réf. souhaitée] | SE       |        |              |              |             |             |        |        |
|                          | Marc Gonzalez                      | DVD      |        |              |              |             |             |        |        |
|                          | À déterminer,                      | DVD      |        |              |              |             |             |        |        |
|                          |                                    |          |        |              |              |             |             |        |        |
| Exprimés                 |                                    |          |        |              |              |             |             |        |        |
| Votes blancs             |                                    |          |        |              |              |             |             |        |        |
| Votes nuls               |                                    |          |        |              |              |             |             |        |        |
| Total                    | Total                              | Total    | Total  |              | 100          |             | 100         | 29     | 2      |
| Absentions               |                                    |          |        |              |              |             |             |        |        |
| Inscrits / participation |                                    |          |        |              |              |             |             |        |        |

### Gignac
- Maire sortant : Jean-François Soto (DVG)
- 29 sièges à pourvoir au conseil municipal (population légale 2022 : 6 713 habitants)
- 7 sièges à pourvoir au conseil communautaire (CC Vallée de l'Hérault)

| Tête de liste | Tête de liste | Parti(s) | Nuance | Premier tour | Premier tour | Second tour | Second tour | Sièges | Sièges |
| Tête de liste | Tête de liste | Parti(s) | Nuance | Voix         | %            | Voix        | %           | CM     | CC     |
| ------------- | ------------- | -------- | ------ | ------------ | ------------ | ----------- | ----------- | ------ | ------ |

### Grabels
- Maire sortant : René Revol (LFI)
- 29 sièges à pourvoir au conseil municipal (population légale 2022 : 9 060 habitants)
- 2 sièges à pourvoir au conseil communautaire (Montpellier Méditerranée Métropole)

| Tête de liste | Tête de liste | Parti(s) | Nuance | Premier tour | Premier tour | Second tour | Second tour | Sièges | Sièges |
| Tête de liste | Tête de liste | Parti(s) | Nuance | Voix         | %            | Voix        | %           | CM     | CC     |
| ------------- | ------------- | -------- | ------ | ------------ | ------------ | ----------- | ----------- | ------ | ------ |

### La Grande-Motte
- Maire sortant : Stéphan Rossignol (LR)
- 29 sièges à pourvoir au conseil municipal (population légale 2022 : 8 508 habitants)
- 9 sièges à pourvoir au conseil communautaire (CA du Pays de l'Or)

| Tête de liste | Tête de liste | Parti(s) | Nuance | Premier tour | Premier tour | Second tour | Second tour | Sièges | Sièges |
| Tête de liste | Tête de liste | Parti(s) | Nuance | Voix         | %            | Voix        | %           | CM     | CC     |
| ------------- | ------------- | -------- | ------ | ------------ | ------------ | ----------- | ----------- | ------ | ------ |

### Jacou
- Maire sortant : Renaud Calvat (PS)
- 29 sièges à pourvoir au conseil municipal (population légale 2022 : 6 964 habitants)
- 1 siège à pourvoir au conseil communautaire (Montpellier Méditerranée Métropole)

| Tête de liste            | Tête de liste  | Parti(s) | Nuance | Premier tour | Premier tour | Second tour | Second tour | Sièges | Sièges |
| Tête de liste            | Tête de liste  | Parti(s) | Nuance | Voix         | %            | Voix        | %           | CM     | CC     |
| ------------------------ | -------------- | -------- | ------ | ------------ | ------------ | ----------- | ----------- | ------ | ------ |
|                          | Renaud Calvat, | PS       |        |              |              |             |             |        |        |
|                          |                |          |        |              |              |             |             |        |        |
| Exprimés                 |                |          |        |              |              |             |             |        |        |
| Votes blancs             |                |          |        |              |              |             |             |        |        |
| Votes nuls               |                |          |        |              |              |             |             |        |        |
| Total                    | Total          | Total    | Total  |              | 100          |             | 100         | 29     | 1      |
| Absentions               |                |          |        |              |              |             |             |        |        |
| Inscrits / participation |                |          |        |              |              |             |             |        |        |

### Juvignac
- Maire sortant : Jean-Luc Savy (SE)
- 33 sièges à pourvoir au conseil municipal (population légale 2022 : 13 776 habitants)
- 3 sièges à pourvoir au conseil communautaire (Montpellier Méditerranée Métropole)

| Tête de liste | Tête de liste | Parti(s) | Nuance | Premier tour | Premier tour | Second tour | Second tour | Sièges | Sièges |
| Tête de liste | Tête de liste | Parti(s) | Nuance | Voix         | %            | Voix        | %           | CM     | CC     |
| ------------- | ------------- | -------- | ------ | ------------ | ------------ | ----------- | ----------- | ------ | ------ |

### Lansargues
- Maire sortant : Michel Carlier (PS), ne se représente pas[24].
- 23 sièges à pourvoir au conseil municipal (population légale 2022 : 3 130 habitants)
- 3 sièges à pourvoir au conseil communautaire (CA du Pays de l'Or)

| Tête de liste | Tête de liste | Parti(s) | Nuance | Premier tour | Premier tour | Second tour | Second tour | Sièges | Sièges |
| Tête de liste | Tête de liste | Parti(s) | Nuance | Voix         | %            | Voix        | %           | CM     | CC     |
| ------------- | ------------- | -------- | ------ | ------------ | ------------ | ----------- | ----------- | ------ | ------ |

### Lattes
- Maire sortant : Cyril Meunier (DVG)
- 33 sièges à pourvoir au conseil municipal (population légale 2022 : 17 592 habitants)
- 4 sièges à pourvoir au conseil communautaire (Montpellier Méditerranée Métropole)

| Tête de liste            | Tête de liste  | Parti(s) | Nuance | Premier tour | Premier tour | Second tour | Second tour | Sièges | Sièges |
| Tête de liste            | Tête de liste  | Parti(s) | Nuance | Voix         | %            | Voix        | %           | CM     | CC     |
| ------------------------ | -------------- | -------- | ------ | ------------ | ------------ | ----------- | ----------- | ------ | ------ |
|                          | Cyril Meunier, | DVG      |        |              |              |             |             |        |        |
|                          |                |          |        |              |              |             |             |        |        |
| Exprimés                 |                |          |        |              |              |             |             |        |        |
| Votes blancs             |                |          |        |              |              |             |             |        |        |
| Votes nuls               |                |          |        |              |              |             |             |        |        |
| Total                    | Total          | Total    | Total  |              | 100          |             | 100         | 33     | 4      |
| Absentions               |                |          |        |              |              |             |             |        |        |
| Inscrits / participation |                |          |        |              |              |             |             |        |        |

### Lavérune
- Maire sortant : Roger Caizergues (SE)
- 23 sièges à pourvoir au conseil municipal (population légale 2022 : 3 298 habitants)
- 1 siège à pourvoir au conseil communautaire (Montpellier Méditerranée Métropole)

| Tête de liste | Tête de liste | Parti(s) | Nuance | Premier tour | Premier tour | Second tour | Second tour | Sièges | Sièges |
| Tête de liste | Tête de liste | Parti(s) | Nuance | Voix         | %            | Voix        | %           | CM     | CC     |
| ------------- | ------------- | -------- | ------ | ------------ | ------------ | ----------- | ----------- | ------ | ------ |

### Lespignan
- Maire sortant : Jean-François Guibbert (DVG)
- 23 sièges à pourvoir au conseil municipal (population légale 2022 : 3 388 habitants)
- 4 sièges à pourvoir au conseil communautaire (CC la Domitienne)

| Tête de liste | Tête de liste | Parti(s) | Nuance | Premier tour | Premier tour | Second tour | Second tour | Sièges | Sièges |
| Tête de liste | Tête de liste | Parti(s) | Nuance | Voix         | %            | Voix        | %           | CM     | CC     |
| ------------- | ------------- | -------- | ------ | ------------ | ------------ | ----------- | ----------- | ------ | ------ |

### Lignan-sur-Orb
- Maire sortant : Catherine Montaron-Sanmarti (SE)
- 23 sièges à pourvoir au conseil municipal (population légale 2022 : 3 227 habitants)
- 2 sièges à pourvoir au conseil communautaire (Béziers Méditerranée)

| Tête de liste            | Tête de liste                | Parti(s) | Nuance | Premier tour | Premier tour | Second tour | Second tour | Sièges | Sièges |
| Tête de liste            | Tête de liste                | Parti(s) | Nuance | Voix         | %            | Voix        | %           | CM     | CC     |
| ------------------------ | ---------------------------- | -------- | ------ | ------------ | ------------ | ----------- | ----------- | ------ | ------ |
|                          | Catherine Montaron-Sanmarti, | SE       |        |              |              |             |             |        |        |
|                          |                              |          |        |              |              |             |             |        |        |
| Exprimés                 |                              |          |        |              |              |             |             |        |        |
| Votes blancs             |                              |          |        |              |              |             |             |        |        |
| Votes nuls               |                              |          |        |              |              |             |             |        |        |
| Total                    | Total                        | Total    | Total  |              | 100          |             | 100         | 23     | 2      |
| Absentions               |                              |          |        |              |              |             |             |        |        |
| Inscrits / participation |                              |          |        |              |              |             |             |        |        |

### Lodève
- Maire sortant : Gaëlle Lévêque (PS)
- 29 sièges à pourvoir au conseil municipal (population légale 2022 : 7 202 habitants)
- 21 sièges à pourvoir au conseil communautaire (CC Lodévois et Larzac)

| Tête de liste            | Tête de liste                   | Parti(s) | Nuance | Premier tour | Premier tour | Second tour | Second tour | Sièges | Sièges |
| Tête de liste            | Tête de liste                   | Parti(s) | Nuance | Voix         | %            | Voix        | %           | CM     | CC     |
| ------------------------ | ------------------------------- | -------- | ------ | ------------ | ------------ | ----------- | ----------- | ------ | ------ |
|                          | Sébastien Rome                  | LFI      |        |              |              |             |             |        |        |
|                          | Gaëlle Lévêque[réf. souhaitée], | PS       |        |              |              |             |             |        |        |
|                          |                                 |          |        |              |              |             |             |        |        |
| Exprimés                 |                                 |          |        |              |              |             |             |        |        |
| Votes blancs             |                                 |          |        |              |              |             |             |        |        |
| Votes nuls               |                                 |          |        |              |              |             |             |        |        |
| Total                    | Total                           | Total    | Total  |              | 100          |             | 100         | 29     | 21     |
| Absentions               |                                 |          |        |              |              |             |             |        |        |
| Inscrits / participation |                                 |          |        |              |              |             |             |        |        |

### Lunel
- Maire sortant : Paulette Gougeon (DVD)
- 35 sièges à pourvoir au conseil municipal (population légale 2022 : 26 380 habitants)
- 22 sièges à pourvoir au conseil communautaire (Lunel Agglo)

| Tête de liste            | Tête de liste    | Parti(s) | Nuance | Premier tour | Premier tour | Second tour | Second tour | Sièges | Sièges |
| Tête de liste            | Tête de liste    | Parti(s) | Nuance | Voix         | %            | Voix        | %           | CM     | CC     |
| ------------------------ | ---------------- | -------- | ------ | ------------ | ------------ | ----------- | ----------- | ------ | ------ |
|                          | Thierry Razigade | DVD      |        |              |              |             |             |        |        |
|                          |                  |          |        |              |              |             |             |        |        |
| Exprimés                 |                  |          |        |              |              |             |             |        |        |
| Votes blancs             |                  |          |        |              |              |             |             |        |        |
| Votes nuls               |                  |          |        |              |              |             |             |        |        |
| Total                    | Total            | Total    | Total  |              | 100          |             | 100         | 35     | 22     |
| Absentions               |                  |          |        |              |              |             |             |        |        |
| Inscrits / participation |                  |          |        |              |              |             |             |        |        |

### Lunel-Viel
- Maire sortant : Fabrice Fenoy (SE)
- 27 sièges à pourvoir au conseil municipal (population légale 2022 : 4 497 habitants)
- 3 sièges à pourvoir au conseil communautaire (Lunel Agglo)

| Tête de liste | Tête de liste | Parti(s) | Nuance | Premier tour | Premier tour | Second tour | Second tour | Sièges | Sièges |
| Tête de liste | Tête de liste | Parti(s) | Nuance | Voix         | %            | Voix        | %           | CM     | CC     |
| ------------- | ------------- | -------- | ------ | ------------ | ------------ | ----------- | ----------- | ------ | ------ |

### Magalas
- Maire sortant : Jean-Pierre Simo-Cazenave (SE)
- 27 sièges à pourvoir au conseil municipal (population légale 2022 : 3 531 habitants)
- 5 sièges à pourvoir au conseil communautaire (CC Les-Avant-Monts)

| Tête de liste | Tête de liste | Parti(s) | Nuance | Premier tour | Premier tour | Second tour | Second tour | Sièges | Sièges |
| Tête de liste | Tête de liste | Parti(s) | Nuance | Voix         | %            | Voix        | %           | CM     | CC     |
| ------------- | ------------- | -------- | ------ | ------------ | ------------ | ----------- | ----------- | ------ | ------ |

### Maraussan
- Maire sortant : Marlène Puche (DVG)
- 27 sièges à pourvoir au conseil municipal (population légale 2022 : 4 693 habitants)
- 6 sièges à pourvoir au conseil communautaire (CC la Domitienne)

| Tête de liste            | Tête de liste  | Parti(s) | Nuance | Premier tour | Premier tour | Second tour | Second tour | Sièges | Sièges |
| Tête de liste            | Tête de liste  | Parti(s) | Nuance | Voix         | %            | Voix        | %           | CM     | CC     |
| ------------------------ | -------------- | -------- | ------ | ------------ | ------------ | ----------- | ----------- | ------ | ------ |
|                          | Marlène Puche, | DVG      |        |              |              |             |             |        |        |
|                          |                |          |        |              |              |             |             |        |        |
| Exprimés                 |                |          |        |              |              |             |             |        |        |
| Votes blancs             |                |          |        |              |              |             |             |        |        |
| Votes nuls               |                |          |        |              |              |             |             |        |        |
| Total                    | Total          | Total    | Total  |              | 100          |             | 100         | 27     | 6      |
| Absentions               |                |          |        |              |              |             |             |        |        |
| Inscrits / participation |                |          |        |              |              |             |             |        |        |

### Marseillan
- Maire sortant : Yves Michel (DVD)
- 29 sièges à pourvoir au conseil municipal (population légale 2022 : 8 047 habitants)
- 3 sièges à pourvoir au conseil communautaire (Sète Agglopôle Méditerranée)

| Tête de liste            | Tête de liste  | Parti(s) | Nuance | Premier tour | Premier tour | Second tour | Second tour | Sièges | Sièges |
| Tête de liste            | Tête de liste  | Parti(s) | Nuance | Voix         | %            | Voix        | %           | CM     | CC     |
| ------------------------ | -------------- | -------- | ------ | ------------ | ------------ | ----------- | ----------- | ------ | ------ |
|                          | Franck Regnier | SE       |        |              |              |             |             |        |        |
|                          | Yves Michel,   | DVD      |        |              |              |             |             |        |        |
|                          |                |          |        |              |              |             |             |        |        |
| Exprimés                 |                |          |        |              |              |             |             |        |        |
| Votes blancs             |                |          |        |              |              |             |             |        |        |
| Votes nuls               |                |          |        |              |              |             |             |        |        |
| Total                    | Total          | Total    | Total  |              | 100          |             | 100         | 29     | 3      |
| Absentions               |                |          |        |              |              |             |             |        |        |
| Inscrits / participation |                |          |        |              |              |             |             |        |        |

### Marsillargues
- Maire sortant : Patrice Spéziale (DVG)
- 29 sièges à pourvoir au conseil municipal (population légale 2022 : 6 787 habitants)
- 6 sièges à pourvoir au conseil communautaire (Lunel Agglo)

| Tête de liste | Tête de liste | Parti(s) | Nuance | Premier tour | Premier tour | Second tour | Second tour | Sièges | Sièges |
| Tête de liste | Tête de liste | Parti(s) | Nuance | Voix         | %            | Voix        | %           | CM     | CC     |
| ------------- | ------------- | -------- | ------ | ------------ | ------------ | ----------- | ----------- | ------ | ------ |

### Mauguio
- Maire sortant : Yvon Bourrel (DVG)
- 33 sièges à pourvoir au conseil municipal (population légale 2022 : 16 417 habitants)
- 17 sièges à pourvoir au conseil communautaire (CA du Pays de l'Or)

| Tête de liste            | Tête de liste | Parti(s) | Nuance | Premier tour | Premier tour | Second tour | Second tour | Sièges | Sièges |
| Tête de liste            | Tête de liste | Parti(s) | Nuance | Voix         | %            | Voix        | %           | CM     | CC     |
| ------------------------ | ------------- | -------- | ------ | ------------ | ------------ | ----------- | ----------- | ------ | ------ |
|                          | Cécile Barral | SE       |        |              |              |             |             |        |        |
|                          |               |          |        |              |              |             |             |        |        |
| Exprimés                 |               |          |        |              |              |             |             |        |        |
| Votes blancs             |               |          |        |              |              |             |             |        |        |
| Votes nuls               |               |          |        |              |              |             |             |        |        |
| Total                    | Total         | Total    | Total  |              | 100          |             | 100         | 33     | 17     |
| Absentions               |               |          |        |              |              |             |             |        |        |
| Inscrits / participation |               |          |        |              |              |             |             |        |        |

### Mèze
- Maire sortant : Thierry Baëza (GÉ)
- 33 sièges à pourvoir au conseil municipal (population légale 2022 : 12 711 habitants)
- 5 sièges à pourvoir au conseil communautaire (Sète Agglopôle Méditerranée)

| Tête de liste | Tête de liste | Parti(s) | Nuance | Premier tour | Premier tour | Second tour | Second tour | Sièges | Sièges |
| Tête de liste | Tête de liste | Parti(s) | Nuance | Voix         | %            | Voix        | %           | CM     | CC     |
| ------------- | ------------- | -------- | ------ | ------------ | ------------ | ----------- | ----------- | ------ | ------ |

### Mireval
- Maire sortant : Christophe Durand (PS)
- 23 sièges à pourvoir au conseil municipal (population légale 2022 : 3 301 habitants)
- 1 siège à pourvoir au conseil communautaire (Sète Agglopôle Méditerranée)

| Tête de liste            | Tête de liste      | Parti(s) | Nuance | Premier tour | Premier tour | Second tour | Second tour | Sièges | Sièges |
| Tête de liste            | Tête de liste      | Parti(s) | Nuance | Voix         | %            | Voix        | %           | CM     | CC     |
| ------------------------ | ------------------ | -------- | ------ | ------------ | ------------ | ----------- | ----------- | ------ | ------ |
|                          | Christophe Durand, | PS       |        |              |              |             |             |        |        |
|                          |                    |          |        |              |              |             |             |        |        |
| Exprimés                 |                    |          |        |              |              |             |             |        |        |
| Votes blancs             |                    |          |        |              |              |             |             |        |        |
| Votes nuls               |                    |          |        |              |              |             |             |        |        |
| Total                    | Total              | Total    | Total  |              | 100          |             | 100         | 23     | 1      |
| Absentions               |                    |          |        |              |              |             |             |        |        |
| Inscrits / participation |                    |          |        |              |              |             |             |        |        |

### Montady
- Maire sortant : Alain Castan (DVG)
- 27 sièges à pourvoir au conseil municipal (population légale 2022 : 4 020 habitants)
- 5 sièges à pourvoir au conseil communautaire (CC la Domitienne)

| Tête de liste | Tête de liste | Parti(s) | Nuance | Premier tour | Premier tour | Second tour | Second tour | Sièges | Sièges |
| Tête de liste | Tête de liste | Parti(s) | Nuance | Voix         | %            | Voix        | %           | CM     | CC     |
| ------------- | ------------- | -------- | ------ | ------------ | ------------ | ----------- | ----------- | ------ | ------ |

### Montagnac
- Maire sortant : Yann Llopis (DVD)
- 27 sièges à pourvoir au conseil municipal (population légale 2022 : 4 465 habitants)
- 3 sièges à pourvoir au conseil communautaire (CA Hérault Méditerranée)

| Tête de liste | Tête de liste | Parti(s) | Nuance | Premier tour | Premier tour | Second tour | Second tour | Sièges | Sièges |
| Tête de liste | Tête de liste | Parti(s) | Nuance | Voix         | %            | Voix        | %           | CM     | CC     |
| ------------- | ------------- | -------- | ------ | ------------ | ------------ | ----------- | ----------- | ------ | ------ |

### Montarnaud
- Maire sortant : Jean-Pierre Pugens (PS)
- 27 sièges à pourvoir au conseil municipal (population légale 2022 : 4 186 habitants)
- 4 sièges à pourvoir au conseil communautaire (CC Vallée de l'Hérault)

| Tête de liste | Tête de liste | Parti(s) | Nuance | Premier tour | Premier tour | Second tour | Second tour | Sièges | Sièges |
| Tête de liste | Tête de liste | Parti(s) | Nuance | Voix         | %            | Voix        | %           | CM     | CC     |
| ------------- | ------------- | -------- | ------ | ------------ | ------------ | ----------- | ----------- | ------ | ------ |

### Montferrier-sur-Lez
- Maire sortant : Brigitte Devoisselle (DVD)
- 27 sièges à pourvoir au conseil municipal (population légale 2022 : 4 117 habitants)
- 1 siège à pourvoir au conseil communautaire (Montpellier Méditerranée Métropole)

| Tête de liste | Tête de liste | Parti(s) | Nuance | Premier tour | Premier tour | Second tour | Second tour | Sièges | Sièges |
| Tête de liste | Tête de liste | Parti(s) | Nuance | Voix         | %            | Voix        | %           | CM     | CC     |
| ------------- | ------------- | -------- | ------ | ------------ | ------------ | ----------- | ----------- | ------ | ------ |

### Montpellier
- Maire sortant : Michaël Delafosse (PS)
- 69 sièges à pourvoir au conseil municipal (population légale 2022 : 307 101 habitants)
- 46 sièges à pourvoir au conseil communautaire (Montpellier Méditerranée Métropole)

| Tête de liste            | Tête de liste     | Parti(s)   | Nuance | Premier tour | Premier tour | Second tour | Second tour | Sièges | Sièges |
| Tête de liste            | Tête de liste     | Parti(s)   | Nuance | Voix         | %            | Voix        | %           | CM     | CC     |
| ------------------------ | ----------------- | ---------- | ------ | ------------ | ------------ | ----------- | ----------- | ------ | ------ |
|                          | Isabelle Perrein, | DVD-LR-UDI |        |              |              |             |             |        |        |
|                          | À déterminer      | LFI        |        |              |              |             |             |        |        |
|                          | À déterminer,     | LÉ-L'AP    |        |              |              |             |             |        |        |
|                          |                   |            |        |              |              |             |             |        |        |
| Exprimés                 |                   |            |        |              |              |             |             |        |        |
| Votes blancs             |                   |            |        |              |              |             |             |        |        |
| Votes nuls               |                   |            |        |              |              |             |             |        |        |
| Total                    | Total             | Total      | Total  |              | 100          |             | 100         | 69     | 46     |
| Absentions               |                   |            |        |              |              |             |             |        |        |
| Inscrits / participation |                   |            |        |              |              |             |             |        |        |

### Murviel-lès-Béziers
- Maire sortant : Sylvain Hager (DVG)
- 23 sièges à pourvoir au conseil municipal (population légale 2022 : 3 038 habitants)
- 5 sièges à pourvoir au conseil communautaire (CC Les Avants-Monts)

| Tête de liste | Tête de liste | Parti(s) | Nuance | Premier tour | Premier tour | Second tour | Second tour | Sièges | Sièges |
| Tête de liste | Tête de liste | Parti(s) | Nuance | Voix         | %            | Voix        | %           | CM     | CC     |
| ------------- | ------------- | -------- | ------ | ------------ | ------------ | ----------- | ----------- | ------ | ------ |

### Nissan-lez-Enserune
- Maire sortant : Pierre Cros (PRG)
- 27 sièges à pourvoir au conseil municipal (population légale 2022 : 4 077 habitants)
- 6 sièges à pourvoir au conseil communautaire (CC la Domitienne)

| Tête de liste | Tête de liste | Parti(s) | Nuance | Premier tour | Premier tour | Second tour | Second tour | Sièges | Sièges |
| Tête de liste | Tête de liste | Parti(s) | Nuance | Voix         | %            | Voix        | %           | CM     | CC     |
| ------------- | ------------- | -------- | ------ | ------------ | ------------ | ----------- | ----------- | ------ | ------ |

### Palavas-les-Flots
- Maire sortant : Christian Jeanjean (LR)
- 29 sièges à pourvoir au conseil municipal (population légale 2022 : 6 007 habitants)
- 6 sièges à pourvoir au conseil communautaire (CA du Pays de l'Or)

| Tête de liste            | Tête de liste  | Parti(s) | Nuance | Premier tour | Premier tour | Second tour | Second tour | Sièges | Sièges |
| Tête de liste            | Tête de liste  | Parti(s) | Nuance | Voix         | %            | Voix        | %           | CM     | CC     |
| ------------------------ | -------------- | -------- | ------ | ------------ | ------------ | ----------- | ----------- | ------ | ------ |
|                          | Sandrine Arnal | DVD      |        |              |              |             |             |        |        |
|                          |                |          |        |              |              |             |             |        |        |
| Exprimés                 |                |          |        |              |              |             |             |        |        |
| Votes blancs             |                |          |        |              |              |             |             |        |        |
| Votes nuls               |                |          |        |              |              |             |             |        |        |
| Total                    | Total          | Total    | Total  |              | 100          |             | 100         | 29     | 6      |
| Absentions               |                |          |        |              |              |             |             |        |        |
| Inscrits / participation |                |          |        |              |              |             |             |        |        |

### Paulhan
- Maire sortant : Claude Valéro (SE)
- 27 sièges à pourvoir au conseil municipal (population légale 2022 : 4 022 habitants)
- 6 sièges à pourvoir au conseil communautaire (CC du Clermontais)

| Tête de liste | Tête de liste | Parti(s) | Nuance | Premier tour | Premier tour | Second tour | Second tour | Sièges | Sièges |
| Tête de liste | Tête de liste | Parti(s) | Nuance | Voix         | %            | Voix        | %           | CM     | CC     |
| ------------- | ------------- | -------- | ------ | ------------ | ------------ | ----------- | ----------- | ------ | ------ |

### Pérols
- Maire sortant : Jean-Pierre Rico (UDI)
- 29 sièges à pourvoir au conseil municipal (population légale 2022 : 9 541 habitants)
- 2 sièges à pourvoir au conseil communautaire (Montpellier Méditerranée Métropole)

| Tête de liste            | Tête de liste     | Parti(s) | Nuance | Premier tour | Premier tour | Second tour | Second tour | Sièges | Sièges |
| Tête de liste            | Tête de liste     | Parti(s) | Nuance | Voix         | %            | Voix        | %           | CM     | CC     |
| ------------------------ | ----------------- | -------- | ------ | ------------ | ------------ | ----------- | ----------- | ------ | ------ |
|                          | Jean-Pierre Rico, | UDI      |        |              |              |             |             |        |        |
|                          |                   |          |        |              |              |             |             |        |        |
| Exprimés                 |                   |          |        |              |              |             |             |        |        |
| Votes blancs             |                   |          |        |              |              |             |             |        |        |
| Votes nuls               |                   |          |        |              |              |             |             |        |        |
| Total                    | Total             | Total    | Total  |              | 100          |             | 100         | 29     | 2      |
| Absentions               |                   |          |        |              |              |             |             |        |        |
| Inscrits / participation |                   |          |        |              |              |             |             |        |        |

### Pézenas
- Maire sortant : Armand Rivière (DVG)
- 29 sièges à pourvoir au conseil municipal (population légale 2022 : 7 789 habitants)
- 6 sièges à pourvoir au conseil communautaire (CA Hérault Méditerranée)

| Tête de liste            | Tête de liste  | Parti(s) | Nuance | Premier tour | Premier tour | Second tour | Second tour | Sièges | Sièges |
| Tête de liste            | Tête de liste  | Parti(s) | Nuance | Voix         | %            | Voix        | %           | CM     | CC     |
| ------------------------ | -------------- | -------- | ------ | ------------ | ------------ | ----------- | ----------- | ------ | ------ |
|                          | Philippe Huppé | RE-PRV   |        |              |              |             |             |        |        |
|                          |                |          |        |              |              |             |             |        |        |
| Exprimés                 |                |          |        |              |              |             |             |        |        |
| Votes blancs             |                |          |        |              |              |             |             |        |        |
| Votes nuls               |                |          |        |              |              |             |             |        |        |
| Total                    | Total          | Total    | Total  |              | 100          |             | 100         | 29     | 6      |
| Absentions               |                |          |        |              |              |             |             |        |        |
| Inscrits / participation |                |          |        |              |              |             |             |        |        |

### Pignan
- Maire sortante : Michelle Cassar (DVG)
- 29 sièges à pourvoir au conseil municipal (population légale 2022 : 8 326 habitants)
- 1 siège à pourvoir au conseil communautaire (Montpellier Méditerranée Métropole)

| Tête de liste            | Tête de liste    | Parti(s) | Nuance | Premier tour | Premier tour | Second tour | Second tour | Sièges | Sièges |
| Tête de liste            | Tête de liste    | Parti(s) | Nuance | Voix         | %            | Voix        | %           | CM     | CC     |
| ------------------------ | ---------------- | -------- | ------ | ------------ | ------------ | ----------- | ----------- | ------ | ------ |
|                          | Michelle Cassar, | DVG      |        |              |              |             |             |        |        |
|                          |                  |          |        |              |              |             |             |        |        |
| Exprimés                 |                  |          |        |              |              |             |             |        |        |
| Votes blancs             |                  |          |        |              |              |             |             |        |        |
| Votes nuls               |                  |          |        |              |              |             |             |        |        |
| Total                    | Total            | Total    | Total  |              | 100          |             | 100         | 29     | 1      |
| Absentions               |                  |          |        |              |              |             |             |        |        |
| Inscrits / participation |                  |          |        |              |              |             |             |        |        |

### Portiragnes
- Maire sortante : Gwendoline Chaudoir (Agir)
- 23 sièges à pourvoir au conseil municipal (population légale 2022 : 3 306 habitants)
- 2 sièges à pourvoir au conseil communautaire (CA Hérault Méditerranée)

| Tête de liste | Tête de liste | Parti(s) | Nuance | Premier tour | Premier tour | Second tour | Second tour | Sièges | Sièges |
| Tête de liste | Tête de liste | Parti(s) | Nuance | Voix         | %            | Voix        | %           | CM     | CC     |
| ------------- | ------------- | -------- | ------ | ------------ | ------------ | ----------- | ----------- | ------ | ------ |

### Poussan
- Maire sortante : Florence Sanchez (DVG)
- 29 sièges à pourvoir au conseil municipal (population légale 2022 : 6 540 habitants)
- 2 sièges à pourvoir au conseil communautaire (Sète Agglopôle Méditerranée)

| Tête de liste | Tête de liste | Parti(s) | Nuance | Premier tour | Premier tour | Second tour | Second tour | Sièges | Sièges |
| Tête de liste | Tête de liste | Parti(s) | Nuance | Voix         | %            | Voix        | %           | CM     | CC     |
| ------------- | ------------- | -------- | ------ | ------------ | ------------ | ----------- | ----------- | ------ | ------ |

### Prades-le-Lez
- Maire sortante : Florence Brau (ECO)
- 29 sièges à pourvoir au conseil municipal (population légale 2022 : 6 207 habitants)
- 1 siège à pourvoir au conseil communautaire (Montpellier Méditerranée Métropole)

| Tête de liste            | Tête de liste  | Parti(s) | Nuance | Premier tour | Premier tour | Second tour | Second tour | Sièges | Sièges |
| Tête de liste            | Tête de liste  | Parti(s) | Nuance | Voix         | %            | Voix        | %           | CM     | CC     |
| ------------------------ | -------------- | -------- | ------ | ------------ | ------------ | ----------- | ----------- | ------ | ------ |
|                          | Florence Brau, | LÉ       |        |              |              |             |             |        |        |
|                          |                |          |        |              |              |             |             |        |        |
| Exprimés                 |                |          |        |              |              |             |             |        |        |
| Votes blancs             |                |          |        |              |              |             |             |        |        |
| Votes nuls               |                |          |        |              |              |             |             |        |        |
| Total                    | Total          | Total    | Total  |              | 100          |             | 100         | 29     | 1      |
| Absentions               |                |          |        |              |              |             |             |        |        |
| Inscrits / participation |                |          |        |              |              |             |             |        |        |

### Puisserguier
- Maire sortant : Jean-Noël Badenas (PS)
- 23 sièges à pourvoir au conseil municipal (population légale 2022 : 3 034 habitants)
- 5 sièges à pourvoir au conseil communautaire (CC Sud-Hérault)

| Tête de liste | Tête de liste | Parti(s) | Nuance | Premier tour | Premier tour | Second tour | Second tour | Sièges | Sièges |
| Tête de liste | Tête de liste | Parti(s) | Nuance | Voix         | %            | Voix        | %           | CM     | CC     |
| ------------- | ------------- | -------- | ------ | ------------ | ------------ | ----------- | ----------- | ------ | ------ |

### Saint-André-de-Sangonis
- Maire sortant : Jean-Pierre Gabaudan (DVD)
- 29 sièges à pourvoir au conseil municipal (population légale 2022 : 6 364 habitants)
- 7 sièges à pourvoir au conseil communautaire (CC Vallée de l'Hérault)

| Tête de liste | Tête de liste | Parti(s) | Nuance | Premier tour | Premier tour | Second tour | Second tour | Sièges | Sièges |
| Tête de liste | Tête de liste | Parti(s) | Nuance | Voix         | %            | Voix        | %           | CM     | CC     |
| ------------- | ------------- | -------- | ------ | ------------ | ------------ | ----------- | ----------- | ------ | ------ |

### Saint-Aunès
- Maire sortant : Alain Hugues (LR)
- 27 sièges à pourvoir au conseil municipal (population légale 2022 : 4 333 habitants)
- 4 sièges à pourvoir au conseil communautaire (CC du Pays de l'Or)

| Tête de liste | Tête de liste | Parti(s) | Nuance | Premier tour | Premier tour | Second tour | Second tour | Sièges | Sièges |
| Tête de liste | Tête de liste | Parti(s) | Nuance | Voix         | %            | Voix        | %           | CM     | CC     |
| ------------- | ------------- | -------- | ------ | ------------ | ------------ | ----------- | ----------- | ------ | ------ |

### Saint-Brès
- Maire sortant : Laurent Jaoul (SE)
- 23 sièges à pourvoir au conseil municipal (population légale 2022 : 3 462 habitants)
- 1 siège à pourvoir au conseil communautaire (Montpellier Méditerranée Métropole)

| Tête de liste            | Tête de liste  | Parti(s) | Nuance | Premier tour | Premier tour | Second tour | Second tour | Sièges | Sièges |
| Tête de liste            | Tête de liste  | Parti(s) | Nuance | Voix         | %            | Voix        | %           | CM     | CC     |
| ------------------------ | -------------- | -------- | ------ | ------------ | ------------ | ----------- | ----------- | ------ | ------ |
|                          | Laurent Jaoul, | SE       |        |              |              |             |             |        |        |
|                          |                |          |        |              |              |             |             |        |        |
| Exprimés                 |                |          |        |              |              |             |             |        |        |
| Votes blancs             |                |          |        |              |              |             |             |        |        |
| Votes nuls               |                |          |        |              |              |             |             |        |        |
| Total                    | Total          | Total    | Total  |              | 100          |             | 100         | 23     | 1      |
| Absentions               |                |          |        |              |              |             |             |        |        |
| Inscrits / participation |                |          |        |              |              |             |             |        |        |

### Saint-Clément-de-Rivière
- Maire sortant : Jérôme Pouget (SE)
- 29 sièges à pourvoir au conseil municipal (population légale 2022 : 5 140 habitants)
- 5 sièges à pourvoir au conseil communautaire (CC du Grand Pic Saint-Loup)

| Tête de liste | Tête de liste | Parti(s) | Nuance | Premier tour | Premier tour | Second tour | Second tour | Sièges | Sièges |
| Tête de liste | Tête de liste | Parti(s) | Nuance | Voix         | %            | Voix        | %           | CM     | CC     |
| ------------- | ------------- | -------- | ------ | ------------ | ------------ | ----------- | ----------- | ------ | ------ |

### Saint-Gély-du-Fesc
- Maire sortante : Michèle Lernout (LR)
- 33 sièges à pourvoir au conseil municipal (population légale 2022 : 10 530 habitants)
- 11 sièges à pourvoir au conseil communautaire (CC du Grand Pic Saint-Loup)

| Tête de liste | Tête de liste | Parti(s) | Nuance | Premier tour | Premier tour | Second tour | Second tour | Sièges | Sièges |
| Tête de liste | Tête de liste | Parti(s) | Nuance | Voix         | %            | Voix        | %           | CM     | CC     |
| ------------- | ------------- | -------- | ------ | ------------ | ------------ | ----------- | ----------- | ------ | ------ |

### Saint-Georges-d'Orques
- Maire sortant : Jean-François Audrin (HOR)
- 29 sièges à pourvoir au conseil municipal (population légale 2022 : 5 707 habitants)
- 1 siège à pourvoir au conseil communautaire (Montpellier Méditerranée Métropole)

| Tête de liste            | Tête de liste         | Parti(s) | Nuance | Premier tour | Premier tour | Second tour | Second tour | Sièges | Sièges |
| Tête de liste            | Tête de liste         | Parti(s) | Nuance | Voix         | %            | Voix        | %           | CM     | CC     |
| ------------------------ | --------------------- | -------- | ------ | ------------ | ------------ | ----------- | ----------- | ------ | ------ |
|                          | Jean-François Audrin, | HOR      |        |              |              |             |             |        |        |
|                          |                       |          |        |              |              |             |             |        |        |
| Exprimés                 |                       |          |        |              |              |             |             |        |        |
| Votes blancs             |                       |          |        |              |              |             |             |        |        |
| Votes nuls               |                       |          |        |              |              |             |             |        |        |
| Total                    | Total                 | Total    | Total  |              | 100          |             | 100         | 29     | 1      |
| Absentions               |                       |          |        |              |              |             |             |        |        |
| Inscrits / participation |                       |          |        |              |              |             |             |        |        |

### Saint-Jean-de-Védas
- Maire sortant : François Rio (DVG)
- 33 sièges à pourvoir au conseil municipal (population légale 2022 : 13 300 habitants)
- 2 sièges à pourvoir au conseil communautaire (Montpellier Méditerranée Métropole)

| Tête de liste            | Tête de liste | Parti(s) | Nuance | Premier tour | Premier tour | Second tour | Second tour | Sièges | Sièges |
| Tête de liste            | Tête de liste | Parti(s) | Nuance | Voix         | %            | Voix        | %           | CM     | CC     |
| ------------------------ | ------------- | -------- | ------ | ------------ | ------------ | ----------- | ----------- | ------ | ------ |
|                          | François Rio, | DVG      |        |              |              |             |             |        |        |
|                          |               |          |        |              |              |             |             |        |        |
| Exprimés                 |               |          |        |              |              |             |             |        |        |
| Votes blancs             |               |          |        |              |              |             |             |        |        |
| Votes nuls               |               |          |        |              |              |             |             |        |        |
| Total                    | Total         | Total    | Total  |              | 100          |             | 100         | 33     | 2      |
| Absentions               |               |          |        |              |              |             |             |        |        |
| Inscrits / participation |               |          |        |              |              |             |             |        |        |

### Saint-Just
- Maire sortant : Yves Quesada (SE)
- 23 sièges à pourvoir au conseil municipal (population légale 2022 : 3 290 habitants)
- 3 sièges à pourvoir au conseil communautaire (Lunel Agglo)

| Tête de liste | Tête de liste | Parti(s) | Nuance | Premier tour | Premier tour | Second tour | Second tour | Sièges | Sièges |
| Tête de liste | Tête de liste | Parti(s) | Nuance | Voix         | %            | Voix        | %           | CM     | CC     |
| ------------- | ------------- | -------- | ------ | ------------ | ------------ | ----------- | ----------- | ------ | ------ |

### Saint-Mathieu-de-Tréviers
- Maire sortant : Jérôme Lopez (PS)
- 27 sièges à pourvoir au conseil municipal (population légale 2022 : 4 869 habitants)
- 5 sièges à pourvoir au conseil communautaire (CC du Grand Pic Saint-Loup)

| Tête de liste | Tête de liste | Parti(s) | Nuance | Premier tour | Premier tour | Second tour | Second tour | Sièges | Sièges |
| Tête de liste | Tête de liste | Parti(s) | Nuance | Voix         | %            | Voix        | %           | CM     | CC     |
| ------------- | ------------- | -------- | ------ | ------------ | ------------ | ----------- | ----------- | ------ | ------ |

### Saint-Thibéry
- Maire sortant : Jean Augé (SE)
- 23 sièges à pourvoir au conseil municipal (population légale 2022 : 3 047 habitants)
- 2 sièges à pourvoir au conseil communautaire (CA Hérault Méditerranée)

| Tête de liste | Tête de liste | Parti(s) | Nuance | Premier tour | Premier tour | Second tour | Second tour | Sièges | Sièges |
| Tête de liste | Tête de liste | Parti(s) | Nuance | Voix         | %            | Voix        | %           | CM     | CC     |
| ------------- | ------------- | -------- | ------ | ------------ | ------------ | ----------- | ----------- | ------ | ------ |

### Sauvian
- Maire sortant : Bernard Auriol (DVD)
- 29 sièges à pourvoir au conseil municipal (population légale 2022 : 5 498 habitants)
- 3 sièges à pourvoir au conseil communautaire (Béziers Méditerranée)

| Tête de liste            | Tête de liste   | Parti(s) | Nuance | Premier tour | Premier tour | Second tour | Second tour | Sièges | Sièges |
| Tête de liste            | Tête de liste   | Parti(s) | Nuance | Voix         | %            | Voix        | %           | CM     | CC     |
| ------------------------ | --------------- | -------- | ------ | ------------ | ------------ | ----------- | ----------- | ------ | ------ |
|                          | Bernard Auriol, | DVD      |        |              |              |             |             |        |        |
|                          |                 |          |        |              |              |             |             |        |        |
| Exprimés                 |                 |          |        |              |              |             |             |        |        |
| Votes blancs             |                 |          |        |              |              |             |             |        |        |
| Votes nuls               |                 |          |        |              |              |             |             |        |        |
| Total                    | Total           | Total    | Total  |              | 100          |             | 100         | 29     | 3      |
| Absentions               |                 |          |        |              |              |             |             |        |        |
| Inscrits / participation |                 |          |        |              |              |             |             |        |        |

### Sérignan
- Maire sortant : Frédéric Lacas (DVD)
- 29 sièges à pourvoir au conseil municipal (population légale 2022 : 8 437 habitants)
- 4 sièges à pourvoir au conseil communautaire (Béziers Méditerranée)

| Tête de liste            | Tête de liste   | Parti(s) | Nuance | Premier tour | Premier tour | Second tour | Second tour | Sièges | Sièges |
| Tête de liste            | Tête de liste   | Parti(s) | Nuance | Voix         | %            | Voix        | %           | CM     | CC     |
| ------------------------ | --------------- | -------- | ------ | ------------ | ------------ | ----------- | ----------- | ------ | ------ |
|                          | Frédéric Lacas, | DVD      |        |              |              |             |             |        |        |
|                          |                 |          |        |              |              |             |             |        |        |
| Exprimés                 |                 |          |        |              |              |             |             |        |        |
| Votes blancs             |                 |          |        |              |              |             |             |        |        |
| Votes nuls               |                 |          |        |              |              |             |             |        |        |
| Total                    | Total           | Total    | Total  |              | 100          |             | 100         | 29     | 4      |
| Absentions               |                 |          |        |              |              |             |             |        |        |
| Inscrits / participation |                 |          |        |              |              |             |             |        |        |

### Servian
- Maire sortant : Christophe Tomas (DVD)
- 29 sièges à pourvoir au conseil municipal (population légale 2022 : 5 427 habitants)
- 3 sièges à pourvoir au conseil communautaire (Béziers Méditerranée)

| Tête de liste            | Tête de liste     | Parti(s) | Nuance | Premier tour | Premier tour | Second tour | Second tour | Sièges | Sièges |
| Tête de liste            | Tête de liste     | Parti(s) | Nuance | Voix         | %            | Voix        | %           | CM     | CC     |
| ------------------------ | ----------------- | -------- | ------ | ------------ | ------------ | ----------- | ----------- | ------ | ------ |
|                          | Christophe Tomas, | DVD      |        |              |              |             |             |        |        |
|                          |                   |          |        |              |              |             |             |        |        |
| Exprimés                 |                   |          |        |              |              |             |             |        |        |
| Votes blancs             |                   |          |        |              |              |             |             |        |        |
| Votes nuls               |                   |          |        |              |              |             |             |        |        |
| Total                    | Total             | Total    | Total  |              | 100          |             | 100         | 29     | 3      |
| Absentions               |                   |          |        |              |              |             |             |        |        |
| Inscrits / participation |                   |          |        |              |              |             |             |        |        |

### Sète
- Maire sortant : Harvé Marquès (DVD)
- 43 sièges à pourvoir au conseil municipal (population légale 2022 : 45 090 habitants)
- 19 sièges à pourvoir au conseil communautaire (Sète Agglopôle Méditerranée)

| Tête de liste            | Tête de liste  | Parti(s) | Nuance | Premier tour | Premier tour | Second tour | Second tour | Sièges | Sièges |
| Tête de liste            | Tête de liste  | Parti(s) | Nuance | Voix         | %            | Voix        | %           | CM     | CC     |
| ------------------------ | -------------- | -------- | ------ | ------------ | ------------ | ----------- | ----------- | ------ | ------ |
|                          | À déterminer,  | RN       |        |              |              |             |             |        |        |
|                          | Hervé Marquès, | DVD      |        |              |              |             |             |        |        |
|                          |                |          |        |              |              |             |             |        |        |
| Exprimés                 |                |          |        |              |              |             |             |        |        |
| Votes blancs             |                |          |        |              |              |             |             |        |        |
| Votes nuls               |                |          |        |              |              |             |             |        |        |
| Total                    | Total          | Total    | Total  |              | 100          |             | 100         | 43     | 19     |
| Absentions               |                |          |        |              |              |             |             |        |        |
| Inscrits / participation |                |          |        |              |              |             |             |        |        |

### Teyran
- Maire sortant : Eric Bascou (SE)
- 27 sièges à pourvoir au conseil municipal (population légale 2022 : 4 729 habitants)
- 5 sièges à pourvoir au conseil communautaire (CC du Grand Pic Saint-Loup)

| Tête de liste | Tête de liste | Parti(s) | Nuance | Premier tour | Premier tour | Second tour | Second tour | Sièges | Sièges |
| Tête de liste | Tête de liste | Parti(s) | Nuance | Voix         | %            | Voix        | %           | CM     | CC     |
| ------------- | ------------- | -------- | ------ | ------------ | ------------ | ----------- | ----------- | ------ | ------ |

### Thézan-lès-Béziers
- Maire sortant : Alain Duro (SE)
- 23 sièges à pourvoir au conseil municipal (population légale 2022 : 3 070 habitants)
- 5 sièges à pourvoir au conseil communautaire (CC Les Avant-Monts)

| Tête de liste | Tête de liste | Parti(s) | Nuance | Premier tour | Premier tour | Second tour | Second tour | Sièges | Sièges |
| Tête de liste | Tête de liste | Parti(s) | Nuance | Voix         | %            | Voix        | %           | CM     | CC     |
| ------------- | ------------- | -------- | ------ | ------------ | ------------ | ----------- | ----------- | ------ | ------ |

### Valras-Plage
- Maire sortant : Daniel Ballester (DVD)
- 27 sièges à pourvoir au conseil municipal (population légale 2022 : 4 300 habitants)
- 2 sièges à pourvoir au conseil communautaire (Béziers Méditerranée)

| Tête de liste            | Tête de liste     | Parti(s) | Nuance | Premier tour | Premier tour | Second tour | Second tour | Sièges | Sièges |
| Tête de liste            | Tête de liste     | Parti(s) | Nuance | Voix         | %            | Voix        | %           | CM     | CC     |
| ------------------------ | ----------------- | -------- | ------ | ------------ | ------------ | ----------- | ----------- | ------ | ------ |
|                          | Daniel Ballester, | DVD      |        |              |              |             |             |        |        |
|                          | Cédric Augier     | RN       |        |              |              |             |             |        |        |
|                          |                   |          |        |              |              |             |             |        |        |
| Exprimés                 |                   |          |        |              |              |             |             |        |        |
| Votes blancs             |                   |          |        |              |              |             |             |        |        |
| Votes nuls               |                   |          |        |              |              |             |             |        |        |
| Total                    | Total             | Total    | Total  |              | 100          |             | 100         | 27     | 2      |
| Absentions               |                   |          |        |              |              |             |             |        |        |
| Inscrits / participation |                   |          |        |              |              |             |             |        |        |

### Vendargues
- Maire sortant : Guy Lauret (DVD)
- 29 sièges à pourvoir au conseil municipal (population légale 2022 : 7 157 habitants)
- 1 siège à pourvoir au conseil communautaire (Montpellier Méditerranée Métropole)

| Tête de liste | Tête de liste | Parti(s) | Nuance | Premier tour | Premier tour | Second tour | Second tour | Sièges | Sièges |
| Tête de liste | Tête de liste | Parti(s) | Nuance | Voix         | %            | Voix        | %           | CM     | CC     |
| ------------- | ------------- | -------- | ------ | ------------ | ------------ | ----------- | ----------- | ------ | ------ |

### Vias
- Maire sortant : Jordan Dartier (DVD)
- 29 sièges à pourvoir au conseil municipal (population légale 2022 : 5 960 habitants)
- 5 sièges à pourvoir au conseil communautaire (CA Hérault Méditerranée)

| Tête de liste            | Tête de liste    | Parti(s) | Nuance | Premier tour | Premier tour | Second tour | Second tour | Sièges | Sièges |
| Tête de liste            | Tête de liste    | Parti(s) | Nuance | Voix         | %            | Voix        | %           | CM     | CC     |
| ------------------------ | ---------------- | -------- | ------ | ------------ | ------------ | ----------- | ----------- | ------ | ------ |
|                          | Richard Monédéro | PS       |        |              |              |             |             |        |        |
|                          |                  |          |        |              |              |             |             |        |        |
| Exprimés                 |                  |          |        |              |              |             |             |        |        |
| Votes blancs             |                  |          |        |              |              |             |             |        |        |
| Votes nuls               |                  |          |        |              |              |             |             |        |        |
| Total                    | Total            | Total    | Total  |              | 100          |             | 100         | 29     | 5      |
| Absentions               |                  |          |        |              |              |             |             |        |        |
| Inscrits / participation |                  |          |        |              |              |             |             |        |        |

### Vic-la-Gardiole
- Maire sortant : Magali Ferrier (SE)
- 23 sièges à pourvoir au conseil municipal (population légale 2022 : 3 413 habitants)
- 1 siège à pourvoir au conseil communautaire (Sète Agglopôle Méditerranée)

| Tête de liste | Tête de liste | Parti(s) | Nuance | Premier tour | Premier tour | Second tour | Second tour | Sièges | Sièges |
| Tête de liste | Tête de liste | Parti(s) | Nuance | Voix         | %            | Voix        | %           | CM     | CC     |
| ------------- | ------------- | -------- | ------ | ------------ | ------------ | ----------- | ----------- | ------ | ------ |

### Villeneuve-lès-Béziers
- Maire sortant : Fabrice Solans (SE)
- 27 sièges à pourvoir au conseil municipal (population légale 2022 : 4 283 habitants)
- 3 sièges à pourvoir au conseil communautaire (Béziers Méditerranée)

| Tête de liste            | Tête de liste   | Parti(s) | Nuance | Premier tour | Premier tour | Second tour | Second tour | Sièges | Sièges |
| Tête de liste            | Tête de liste   | Parti(s) | Nuance | Voix         | %            | Voix        | %           | CM     | CC     |
| ------------------------ | --------------- | -------- | ------ | ------------ | ------------ | ----------- | ----------- | ------ | ------ |
|                          | Fabrice Solans, | SE       |        |              |              |             |             |        |        |
|                          |                 |          |        |              |              |             |             |        |        |
| Exprimés                 |                 |          |        |              |              |             |             |        |        |
| Votes blancs             |                 |          |        |              |              |             |             |        |        |
| Votes nuls               |                 |          |        |              |              |             |             |        |        |
| Total                    | Total           | Total    | Total  |              | 100          |             | 100         | 27     | 3      |
| Absentions               |                 |          |        |              |              |             |             |        |        |
| Inscrits / participation |                 |          |        |              |              |             |             |        |        |

### Villeneuve-lès-Maguelone
- Maire sortant : Véronique Negret (DVG)
- 33 sièges à pourvoir au conseil municipal (population légale 2022 : 10 406 habitants)
- 2 sièges à pourvoir au conseil communautaire (Montpellier Méditerranée Métropole)

| Tête de liste | Tête de liste | Parti(s) | Nuance | Premier tour | Premier tour | Second tour | Second tour | Sièges | Sièges |
| Tête de liste | Tête de liste | Parti(s) | Nuance | Voix         | %            | Voix        | %           | CM     | CC     |
| ------------- | ------------- | -------- | ------ | ------------ | ------------ | ----------- | ----------- | ------ | ------ |

### Villeveyrac
- Maire sortant : Christophe Morgo (DVG)
- 27 sièges à pourvoir au conseil municipal (population légale 2022 : 3 953 habitants)
- 1 siège à pourvoir au conseil communautaire (Sète Agglopôle Méditerranée)

| Tête de liste | Tête de liste | Parti(s) | Nuance | Premier tour | Premier tour | Second tour | Second tour | Sièges | Sièges |
| Tête de liste | Tête de liste | Parti(s) | Nuance | Voix         | %            | Voix        | %           | CM     | CC     |
| ------------- | ------------- | -------- | ------ | ------------ | ------------ | ----------- | ----------- | ------ | ------ |